# Leiden Classical
Leiden Classical是一个分布式计算项目，由荷兰莱顿大学发起。Leiden Classical属于BOINC系统，其中任何科学家和学生可以提出自己的测试，以模拟在经典物理环境下的各种分子和原子。